# Johan Rojas (futbolista)
Johan Rojas (Medellín, Antioquia; 20 de septiembre de 2002) es un futbolista colombiano que juega como interior izquierdo o extremo izquierdo y su equipo actual es el Club Necaxa de la Primera División de México.

## Trayectoria

### Inicios
Debuta en su país natal Colombia con el equipo de La Equidad en la Jornada 3 correspondiente al Apertura 2022, frente al Junior de Barranquilla entrando de cambio al minuto 77 por Francisco Chaverra.
Con Los Aseguradores disputó 70 partidos en los cuales anotó 7 goles y dio 10 asistencias.

### Club de Fútbol Monterrey
Llegaría al equipo de los Rayados de Monterrey en transferencia definitiva para el Apertura 2024. Con su llegada solo se mantenía como suplente o entraba de cambio, y solo jugaría 4 partidos como titular.
En su primer torneo lograría llegar a la final del ya mencionado Torneo Apertura 2024, la cual perderían contra el Club América. En dicha final solo la jugaría en el partido de vuelta entrando de cambio.